# F4D Skyray
A Douglas F4D Skyray (később F–6 Skyray) egy amerikai hajófedélzeti szuperszonikus vadászgép, melyet a Douglas Aircraft Company gyártott. Habár rövid ideig állt szolgálatban és soha nem vetették be harci körülmények között, ez volt az első hajófedélzeti repülőgép, amely felállította az addigi abszolút sebességi világrekordot 1211,74 km/h sebességgel, és ez volt az első United States Navy és United States Marine Corps vadászgép, amely átléphette a Mach 1-et vízszintes repülésben. A Skyray volt az utolsó vadászgép, amelyet a Douglas Aircraft Company gyártott, mielőtt összeolvadt volna a McDonnell Aircraft-tal, így létrehozva a McDonnell Douglas társaságot. Az F5D Skylancer az F4D Skyray továbbfejlesztése volt, melyet azonban nem rendszeresítettek.

## Tervezés és fejlesztés

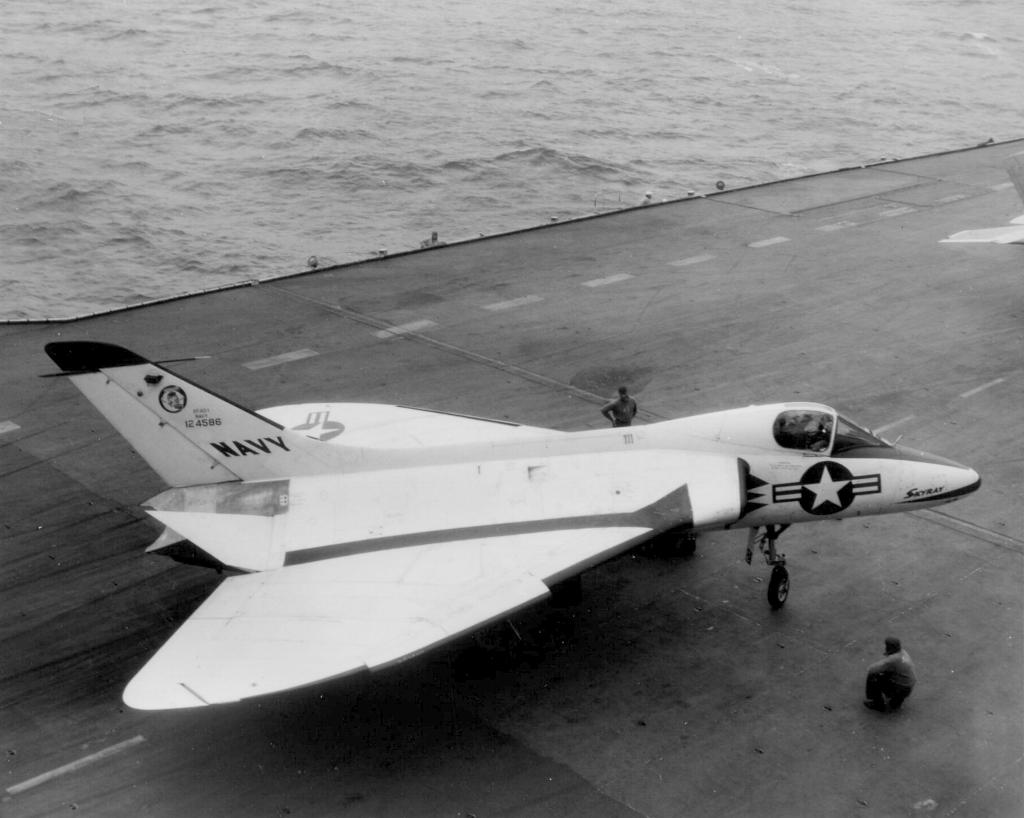
Az XF4D–1 prototípus az USS Coral Sea (CV–43) fedélzetén, 1953. október

A Skyrayt a haditengerészet 1947-es kiírására tervezték, amely szerint egy olyan vadászgépre van szükség, amely képes elfogni és megsemmisíteni egy ellenséges repülőgépet 15 240 méteres magasságban, a riasztás kiadását követő öt percen belül. A haditengerészet emellett egy olyan repülőgépet akart, amely a német Alexander Lippisch (aki a második világháború után az Egyesült Államokba került) tervezeteit és kutatásait követi.
Az F4D Skyray széles, élesen hátranyilazott és lekerekített deltaszárnyakkal készült. Nevét a manta rájára emlékeztető külsejéről kapta. A légbeömlők a vastag szárnytövekben kaptak helyet. Az üzemanyagot a szárnyakban és a géptörzsben tárolták. A belépőélen lévő fémlapok a fel- és leszállást segítették, míg a kilépőélek főleg a kombinált csűrő és magassági kormányt foglalták magukba.
A Westinghouse J40 sugárhajtóművet szánták a repülőgépbe, de a Douglas óvatosságból úgy tervezte meg a gépet, hogy más hajtóműveket is be lehessen építeni. A J40 problémásnak bizonyult, így programját törölték, a Skyraybe pedig a Pratt & Whitney J57 hajtóművet szerelték, amely erősebb, de nagyobb hajtómű volt.
A sorozatgyártott modellek leszállítása 1956 elején kezdődött, míg a tengerészgyalogság az első gépeit 1957-ben kapta. Összesen 419 darab F4D–1 (később a jelölésváltáskor F–6-ra módosították) készült.
Egyedi tervezete is hozzájárult ahhoz, hogy a Skyray az egyik legismertebb korai sugárhajtóműves vadászgép legyen. Gyakran nevezték „Ford”-nak (a megjelölésben lévő 4, angolul „Four”, és a „D” betűk összeolvasásából jött létre). 1953-ban Edward H. Heinemann megkapta a Collier Trophy-t az F4D tervezőmunkájának elismeréseként.

## Alkalmazás

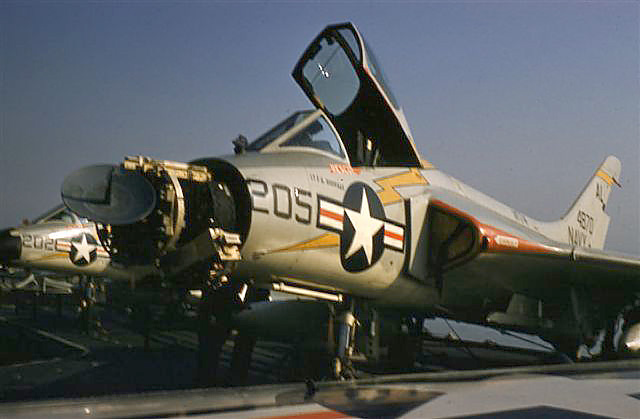
Egy F4D–1 APQ–50A radarja

1956 áprilisában a VC–3 volt az első bevethető repülőszázad, melyet F4D–1 Skyray-jel szereltek fel. Ezt az egységet később átnevezték VFAW–3-ra, majd a NORAD-hoz osztották be.
A US Marine Corps is repülte a Skyray-t. Mikor a védelmi minisztérium 1962 szeptemberében elfogadta a légierő új jelölési rendszerét, az F4D-t átnevezték F–6A Skyray-re. A különféle haditengerészeti és tengerészgyalogos századok mellett a tartalékos századok is repülték a típust. Az utolsó bevethető század a VMF(AW)–542 volt, amely 1964. februárjáig használta a Skyray-eket.
A Skyray-t kifejezetten nagy magasságban bevethető elfogóvadásznak tervezték, nagy emelkedési sebességgel. A Skyray új magasságrekordot állított fel, álló helyzetből 2 perc 36 másodperc alatt érte el a 15 000 méteres magasságot, 70°-os emelkedési szögben repülve. Mivel elfogóvadásznak tervezték, az F4D nem volt alkalmas többfeladatos küldetések végrehajtására, így pályafutása rövidre sikerült, az utolsó repülőgépet 1964-ben vonták ki a hadrendből. Négy darab azonban 1969-ig a NACA (később NASA) alkalmazásában maradt.
Az 1962-es jelölési rendszer bevezetése után az F4D–1 az F–6A típusjelet kapta. Az F4D (régi jelölés) nem összekeverendő az F–4D (új jelölés) repülőgéppel, amely a US Air Force McDonnell Douglas F–4 Phantom II „D” változata volt.

### F5D Skylancer
Az F5D Skylancert az F4D-ből fejlesztették ki, képes volt a Mach 2 sebesség elérésére. Habár négy prototípus elkészült, a tervezetet törölték, mivel a gépek paraméterei nagyon hasonlítottak a Vought F–8 Crusader repülőgép paramétereihez, illetve annak érdekében, hogy csökkentsék a Douglas Aircraft Company-tól való függést, mivel ez a cég jó néhány repülőgépet tervezett és gyártott már a haditengerészet számára.

## Változatok

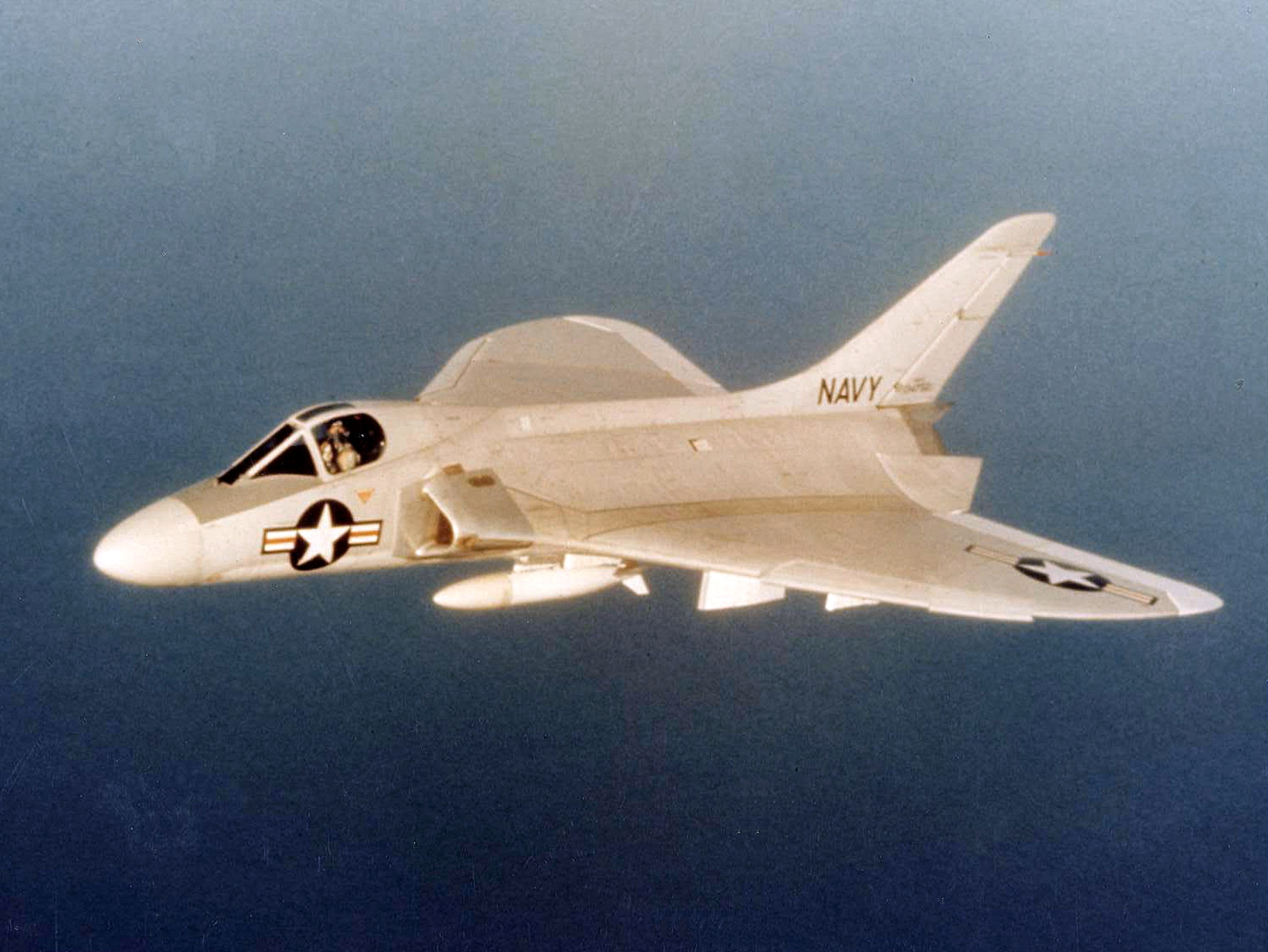
F4D–1 Skyray

- XF4D–1 - Prototípus, kettő darab készült.
- F4D–1 - Együléses vadászgép, 420 darab készült
- F4D–2 - F4D–1 új J57–F–14 hajtóművel felszerelve, 100 darabot rendeltek, majd a rendelést visszavonták.
- F4D–2N - F4D–2 változat megnövelt orr-résszel az ikerradarok számára, a tervezetet végül az F5D Skylancer-be ültették át.
- YF–6A - Az XF4D–1 1962-es újrajelölése.
- F–6A - Az F4D–1 1962-es újrajelölése.

## Kiállított példányok

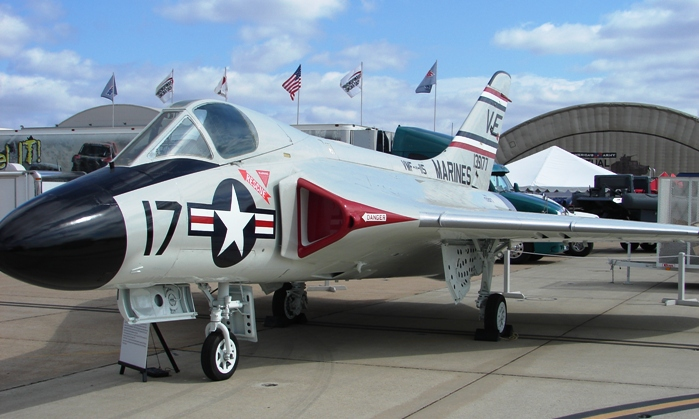
USMC F4D–1 BuNo 139177 a Flying Leatherneck Aviation Museum-ban

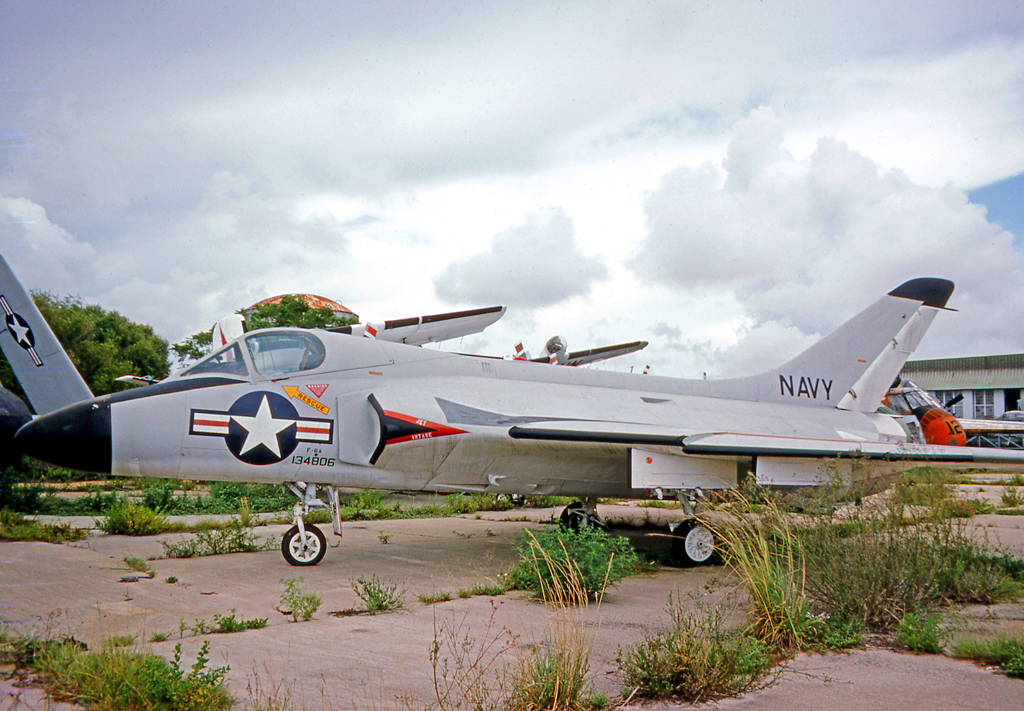
US Navy F–6A Skyray 134806 a National Naval Aviation Museum-ban

## Üzemeltetők

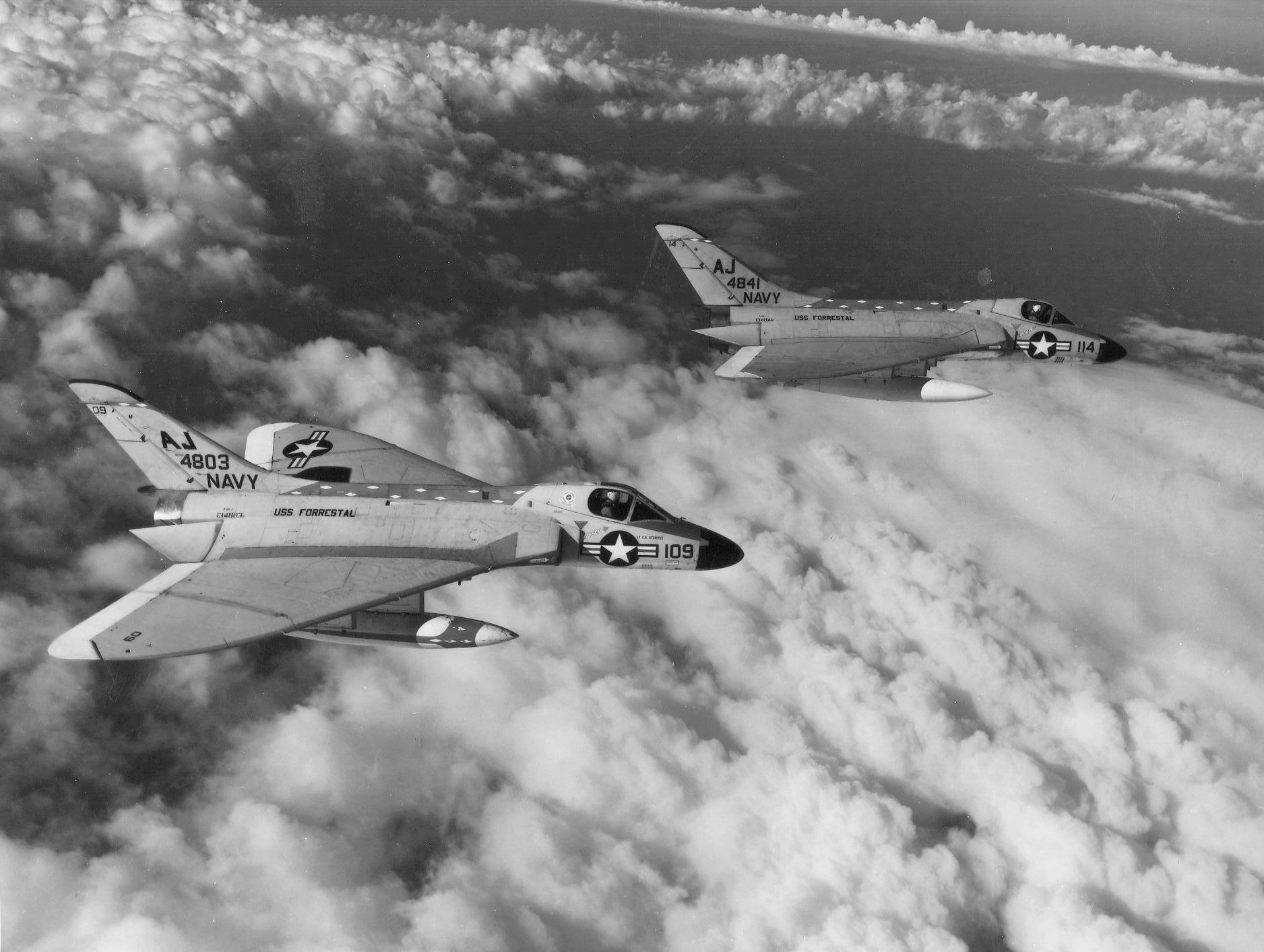
Két VF–102 F4D–1 Skyray formációja

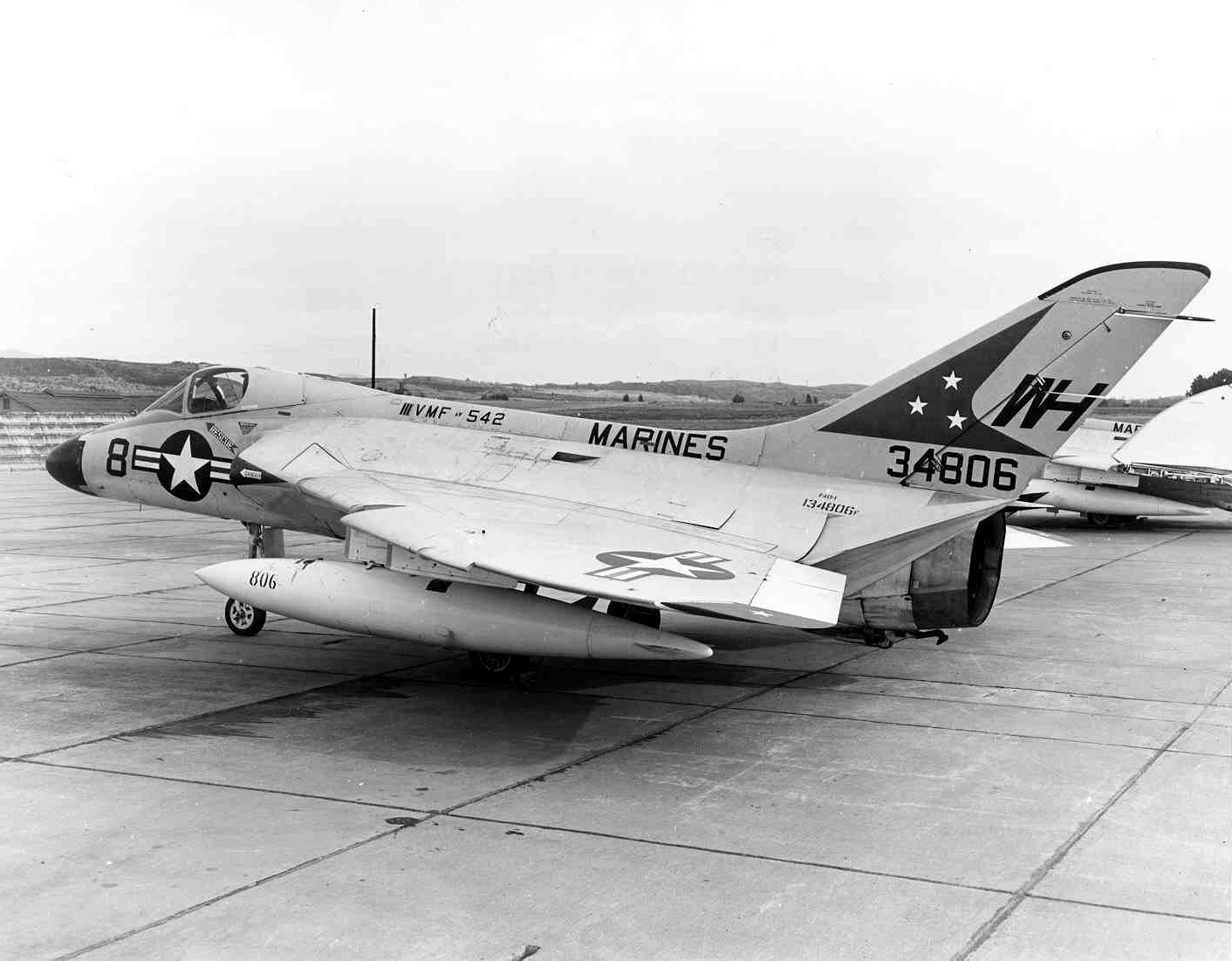
A VMF–542 század F4D–1-je

Amerikai Egyesült Államok
- Az Amerikai Egyesült Államok Haditengerészete
- Az Amerikai Egyesült Államok Tengerészgyalogsága

## Műszaki adatok (F4D–1)

### Geometriai méretek és tömegadatok
- Hossz: 13,8 m
- Fesztávolság: 10,21 m
- Magasság: 3,96 m
- Szárnyfelület: 52 m²
- Üres tömeg: 7268 kg
- Feltöltött tömeg: 10 273 kg
- Maximális felszállótömeg: 12 300 kg

### Hajtóművek
- Hajtóművek száma: 1 darab
- Típusa: Pratt & Whitney J57–P–8, –8A vagy –8B gázturbinás sugárhajtómű
- Maximális tolóerő: 45 kN
  - Utánégetővel: 71 kN

### Repülési adatok
- Legnagyobb sebesség: 1200 km/h
- Hatótávolság: 1100 km
- Szolgálati csúcsmagasság: 17 000 m
- Emelkedőképesség: 93,3 m/s
- Szárny felületi terhelése: 198 kg/m²
- Tolóerő–tömeg-arány: 0,71

### Fegyverzet
- 4 darab 20 mm-es Colt Mk 12 gépágyú, fegyverenként 65 darabos lőszerjavadalmazással
- 7 vagy 19 darab 70 mm-es nem irányított rakéta 4 vagy 6 tartályban
- 4 darab AIM–9 Sidewinder légiharc-rakéta
- 907 kg-nyi légibomba

### Avionika
- APQ–50A radar
- Aero 13F tűzvezetőradar

## Fordítás
- Ez a szócikk részben vagy egészben  a   Douglas F4D Skyray című angol Wikipédia-szócikk ezen változatának fordításán alapul.  Az eredeti cikk szerkesztőit annak laptörténete sorolja fel. Ez a jelzés csupán a megfogalmazás eredetét és a szerzői jogokat jelzi, nem szolgál a cikkben szereplő információk forrásmegjelöléseként.

### Kapcsolódó fejlesztés
- F5D Skylancer

### Hasonló repülőgépek
- Super Mystère
- F–9 Cougar
- F–11 Tiger
- FJ Fury
- F7U Cutlass